# Ториано, Мартин
Мартин Ториано (ок. 1760 — 30 августа 1832) — касик (вождь) идейского племени пеуэнче, сыгравший важную роль в истории Чили и Аргентины в период с 1820 по 1830 год.

## Биография
Родился около 1760 года в Чили. Был известен как разбойник с большой дороги, пока значимость людей, находившихся под его командованием, не позволила ему получить признание в качестве вождя. В 1818 году он участвовал в Чилийской войне за независимость на стороне роялистов под командованием вождя Куррикео, затем Венансио Бенавидеса и Некульмана. По приказу последних испанских роялистов он атаковал и разгромил патриотически настроенных пеуэнчей в Чильяне.
В 1822 году вождь Мелипан встал на сторону патриотов и напал на ничего не подозревающего Ториано, в результате чего погибло более двухсот воинов. Ториано бежал в Пампасы и преследовался Мелипаном до озера Мелинкуэ. 20 декабря 1825 года Ториано принял участие в заседании большого парламента с участием провинциальных правительств, состоявшемся на берегах Лагуна-дель-Гуанако, где был разработан мирный договор. В апреле 1826 года у ручья Пекуэн был подписан договор, но Ториано отсутствовал. К нему был отправлен гонец с сообщением, что согласно договору он обязан принести головы братьев Пинчейра, которые оказались его лучшим союзником: вдвоем они могли собрать более тысячи копейщиков. И что они вдвоем перекрыли все дороги в Чили.
Его позиция в последующие годы неясна, пока в 1830 году он не отправился в Буэнос-Айрес для переговоров с губернатором провинции Хуаном Мануэлем де Росасом. Вождь бороано Мариано Рондо напал на Мартина Ториано, но в это же время его палатки были обнаружены командором Мирандой без какой-либо охраны, а почти весь «чернь», то есть его женщины и дети, были похищены. В апреле 1830 года Ториано предоставил убежище вождя Чокори, на которого напал полковник Нарсисо дель Валье из Буэнос-Айреса. Он убедил его отступить в Анды, а затем публично отдал себя в распоряжение губернатора Хуана Мануля де Росаса.
В 1831 году Ториано подписал мирный договор с губернатором Баия-Бланки полковником Мартиниано Родригесом, несмотря на что его несколько раз обвиняли в совершении набегов на эстансии провинции Буэнос-Айрес. В 1832 году он подписал новый договор с представителями Хуна Мануэля де Росаса, и его относительная значимость была такова, что он был первым, кто подписал договор. Однако Мартин Ториано организовал крупный набег с участием почти двух тысяч копейщиков. Когда они ехали через Асуль и Тапальке, ночью их поймал полковник Родригес, который отправился с отрядом из ста шестидесяти четырех человек, большинство из которых шли пешком, чтобы захватить лошадей, где бы он их ни встретил. Он напал на людей Ториано, разбил их, убив более сотни человек, а остальных — около тысячи вооруженных копьями индейцев, включая вождя, — взял в плен. Бороано потребовали выдать его им, поскольку у них уже давно были с ним конфликты, но когда они уже собирались это сделать, пришел письменный приказ расстрелять его, подписанный губернатором Хуаном Мануэлем де Росасом.
В конце августа 1832 года он был застрелен полковником Мартиано Родригесом. Тем временем Хуан Мануэль де Росас продолжал натравливать друг на друга коренные народы: он приказал бороано уничтожить оставшуюся часть коренного населения Ториано, но менее чем через два года он приказал уильиче под руководством Кальфукуры устроить резню бороано — хотя он, возможно, и не отдавал приказа, но несомненно, что он его санкционировал.